# Championnat d'Écosse de football 1974-1975
Navigation
Édition précédente Édition suivante
La 78e édition du championnat d'Écosse de football est remportée par le Rangers Football Club. C’est le 34e titre de champion du club de Glasgow. Il interrompt ainsi 10 années de vaches maigres pour le club et met fin à une domination sans partage du Celtic qui aura duré neuf saisons. Les Rangers  l’emportent avec 7 points d’avance sur le Hibernian FC. Le Celtic Football Club complète le podium.
Cette saison est aussi la dernière du championnat dans la configuration adoptée depuis le lancement de la compétition en 1890. Le championnat se réorganise complètement et refond ses trois premières divisions. La première division (Premier Division) comptera désormais 10 clubs, la deuxième (dénommée First Division) 14 et la troisième 14. Pour arriver à cette nouvelle organisation seuls les 10 premiers de la saison 1974-1975 resteront dans l’élite pour former la nouvelle première division. Les huit autres Airdrieonians, Kilmarnock FC, Partick Thistle FC, Dumbarton FC, Dunfermline Athletic, Clyde FC, Greenock Morton et Arbroath FC descendent en deuxième division. Exceptionnellement il n’y a pas de montée en première division.
Avec 20 buts marqués en 34 matchs,  Andy Gray du Celtic Football Club et Willie Pettigrew du Motherwell FC remportent conjointement le classement des meilleurs buteurs du championnat.

## Les clubs de l'édition 1974-1975
| \| Aberdeen FC Glasgow · Celtic - Rangers – Partick – Dumbarton Dundee · Dundee FC-United Édimbourg · Heart - Hibernian Saint Johnstone Greenock Morton Motherwell FC Ayr United Arbroath FC Dunfermline Athletic Clyde FC Kilmarnock FC Airdrieonians \| Localisation des clubs engagés dans le championnat. |
| Aberdeen FC Glasgow · Celtic - Rangers – Partick – Dumbarton Dundee · Dundee FC-United Édimbourg · Heart - Hibernian Saint Johnstone Greenock Morton Motherwell FC Ayr United Arbroath FC Dunfermline Athletic Clyde FC Kilmarnock FC Airdrieonians                                                           |

| Club                               | Ville       |
| ---------------------------------- | ----------- |
| Aberdeen Football Club             | Aberdeen    |
| Airdrieonians Football Club        | Airdrie     |
| Arbroath Football Club             | Arbroath    |
| Ayr United Football Club           | Ayr         |
| Celtic Football Club               | Glasgow     |
| Clyde Football Club                | Glasgow     |
| Dundee Football Club               | Dundee      |
| Dumbarton Football Club            | Dumbarton   |
| Dunfermline Athletic Football Club | Dunfermline |
| Dundee United Football Club        | Dundee      |
| Greenock Morton Football Club      | Greenock    |
| Heart of Midlothian Football Club  | Édimbourg   |
| Hibernian Football Club            | Leith       |
| Kilmarnock Football Club           | Kilmarnock  |
| Motherwell Football Club           | Motherwell  |
| Partick Thistle Football Club      | Glasgow     |
| Rangers Football Club              | Glasgow     |
| Saint Johnstone Football Club      | Perth       |

## Compétition

### Classement
Le classement est établi sur le barème de points classique (victoire à 2 points, match nul à 1, défaite à 0).
| Rang | Équipe               | Pts | J  | G  | N  | P  | Bp | Bc | Diff |
| ---- | -------------------- | --- | -- | -- | -- | -- | -- | -- | ---- |
| 1    | Rangers FC           | 56  | 34 | 25 | 6  | 3  | 86 | 33 | +53  |
| 2    | Hibernian FC         | 49  | 34 | 20 | 9  | 5  | 69 | 37 | +32  |
| 3    | Celtic FC T+C        | 45  | 34 | 20 | 5  | 9  | 81 | 41 | +40  |
| 4    | Dundee United        | 45  | 34 | 19 | 7  | 8  | 72 | 43 | +29  |
| 5    | Aberdeen FC          | 41  | 34 | 16 | 9  | 9  | 66 | 43 | +23  |
| 6    | Dundee FC            | 38  | 34 | 16 | 6  | 12 | 48 | 42 | +6   |
| 7    | Ayr United           | 36  | 34 | 14 | 8  | 12 | 50 | 61 | -11  |
| 8    | Heart of Midlothian  | 35  | 34 | 11 | 13 | 10 | 47 | 52 | -5   |
| 9    | Saint Johnstone      | 34  | 34 | 11 | 12 | 11 | 41 | 44 | -3   |
| 10   | Motherwell FC        | 33  | 34 | 14 | 5  | 15 | 52 | 57 | -5   |
| 11   | Airdrieonians P      | 31  | 34 | 11 | 9  | 14 | 43 | 55 | -12  |
| 12   | Kilmarnock FC P      | 31  | 34 | 8  | 15 | 11 | 52 | 68 | -16  |
| 13   | Partick Thistle FC   | 30  | 34 | 10 | 10 | 14 | 48 | 62 | -14  |
| 14   | Dumbarton FC         | 24  | 34 | 7  | 10 | 17 | 44 | 55 | -11  |
| 15   | Dunfermline Athletic | 23  | 34 | 7  | 9  | 18 | 46 | 66 | -20  |
| 16   | Clyde FC             | 22  | 34 | 6  | 10 | 18 | 40 | 63 | -23  |
| 17   | Greenock Morton      | 22  | 34 | 6  | 10 | 18 | 31 | 62 | -31  |
| 18   | Arbroath FC          | 17  | 34 | 5  | 7  | 22 | 34 | 66 | -32  |

| Légende : Qualifications et relégations | Légende : Qualifications et relégations                                        |
| --------------------------------------- | ------------------------------------------------------------------------------ |
|                                         | Coupe d'Europe des Clubs champions 1975-1976                                   |
|                                         | Coupe d'Europe des vainqueurs de coupe 1975-1976                               |
|                                         | Coupe UEFA 1975-1976                                                           |
|                                         | Relégation en deuxième division                                                |
|                                         | T : Tenant du titre C : Vainqueurs de la Coupe d'Écosse de football P : Promus |

## Bilan de la saison
| Tableau d'Honneur                |            |
| Compétition                      | Vainqueur  |
| Championnat d'Écosse de football | Rangers FC |
| Coupe d'Écosse de football       | Celtic FC  |

| Promotions et relégations | |
| Promus                    | Aucun |
| Relégués                  | Airdrieonians Kilmarnock FC Partick Thistle FC Dumbarton FC Dunfermline Athletic Clyde FC Greenock Morton Arbroath FC |

## Statistiques

### Meilleur buteur
- Andy Gray, Dundee United 20 buts
- Willie Pettigrew Motherwell FC 20 buts